# Груша маслинколиста
Груша маслинколиста (Pyrus elaeagrifolia) — вид рослин з родини розових (Rosaceae); поширений у Південно-Східній Європі й Західній Азії.

## Опис
Дерево або кущ 2–8 м. Листки на довгих черешках, овальні, іноді на тому ж дереві обернено-ланцетні або широко-ланцетні, на верхівці гоструваті або тупі, з гострим кінцем, цілокраї або вгорі дрібнозубчасті, з клиноподібною основою, біло-шерстисті, старі зверху голі. Квітки на повстяно запушених квітконіжках; пелюстки з коротким нігтиком, білі або рожеві. Плоди округло-грушоподібні, на коротких ніжках.

## Поширення
Поширений у Південно-Східній Європі (Молдова, Україна [Крим] Албанія, Болгарія, Греція, Румунія, Сербія) й Західній Азії (Туреччина, Вірменія, Азербайджан, Грузія).